# Tropisk cyklon

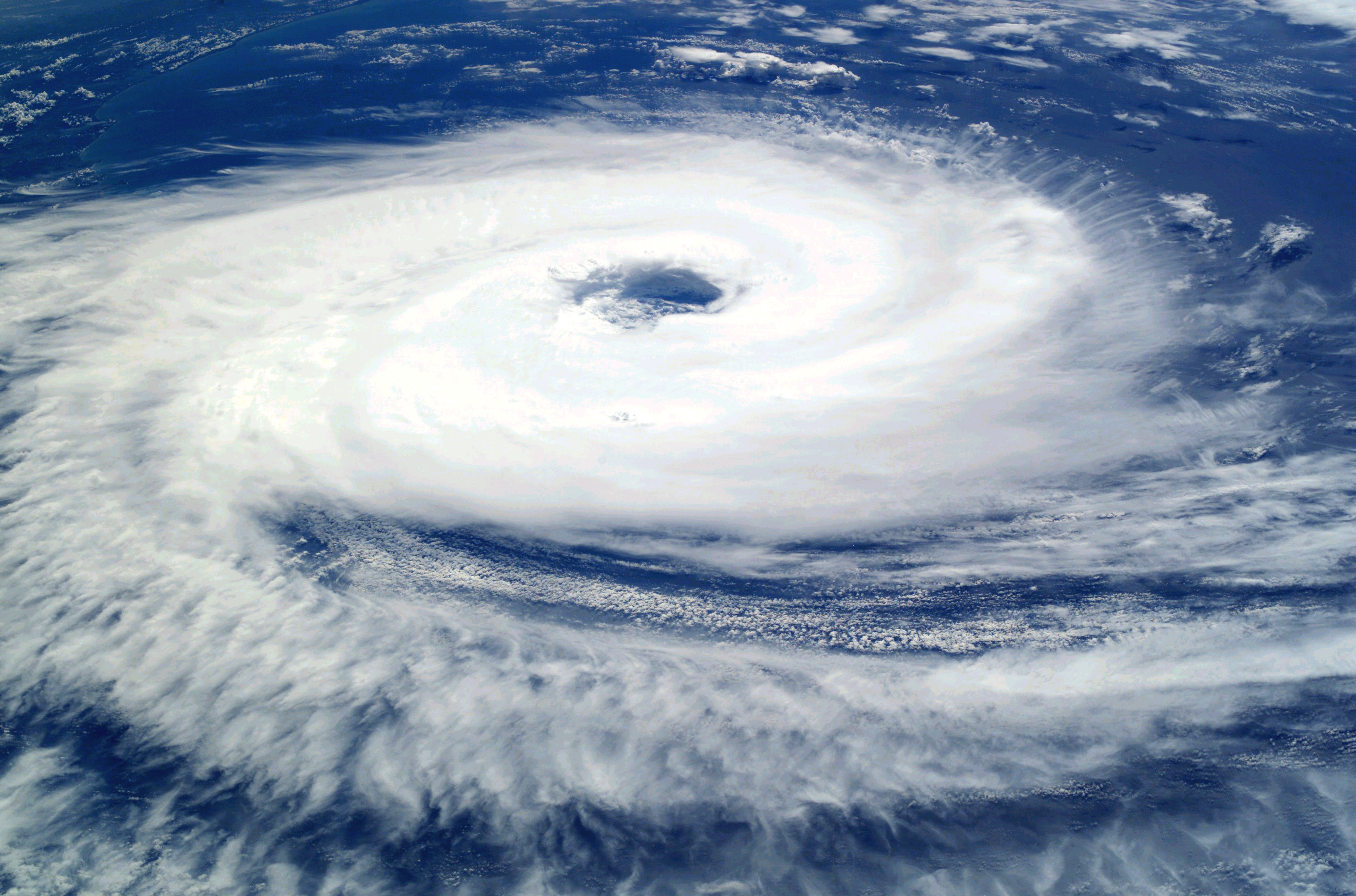
Tropisk cyklon

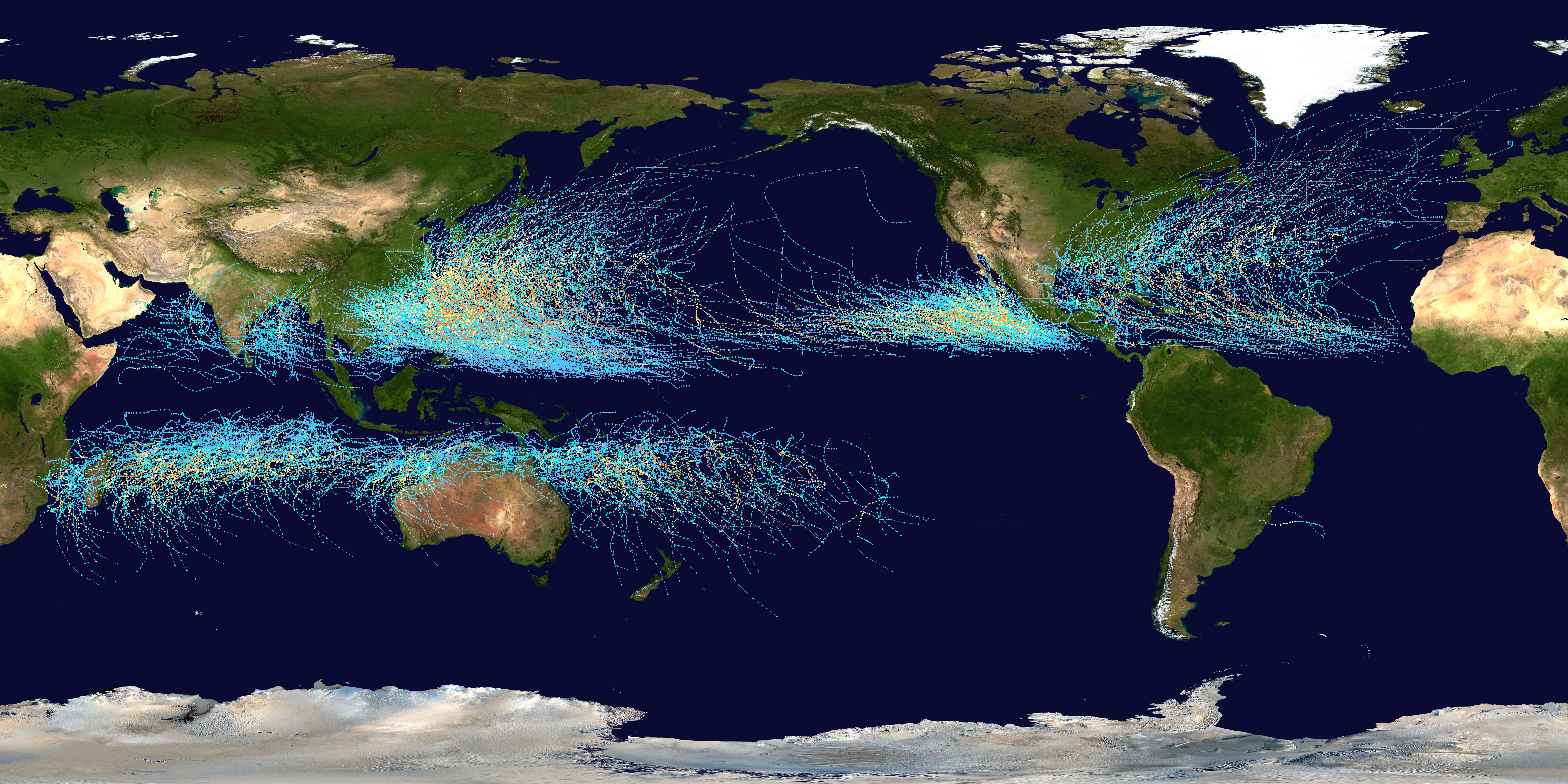
Banor för tropiska cykloner mellan 1985 och 2005

En tropisk cyklon är ett intensivt lågtryck som bildas över tropiska hav med hög vattentemperatur (minst 26,5 °C), och kännetecknas av att de kan utvecklas till mycket kraftiga oväder. Avsaknad eller svag corioliskraft vid ekvatorn gör att inga tropiska cykloner bildas där. Även i de tropiska delarna av Sydatlanten är tropiska cykloner mycket sällsynta på grund av den lägre vattentemperaturen.
Eftersom tropiska cykloner behöver varmt havsvatten bildas de flesta under sommaren och hösten. I Atlanten är högriskperioden från början av augusti till slutet av oktober. Emellertid bildas en del cykloner i denna del av världen även utanför denna period. Den region i världen som drabbas av i särklass flest oväder är västra Stilla havet norr om ekvatorn. Här varar "cyklonsäsongen" året om även om merparten bildas augusti-november. 
Även om en kraftig tromb (tornado) har ännu högre vindhastighet räknas de tropiska cyklonerna ändå ofta som jordens värsta oväder, främst beroende på att de är mycket större och därmed även orsakar mycket större skador.

## Uppkomst och egenskaper

### Förutsättningar
De förutsättningar som krävs för att en tropisk cyklon ska kunna bildas är tillräckligt hög vattentemperatur, instabil luft i atmosfären, hög luftfuktighet i den lägre troposfären, tillräcklig corioliskraft för att upprätthålla det låga lufttrycket i centrum, ett redan existerande lågtryck och att skillnaden i medelvindstyrka inte skiljer med mer än cirka 10 m/s mellan havsytan och troposfären.

### Uppkomst
Processen inleds med att den fuktiga luften hävs (stiger) och bildar kraftiga åskoväder varvid lufttrycket vid havsytan sjunker. Under vissa omständigheter (exempelvis svaga vindar i den övre delen av atmosfären) kan flera åskoväder slås ihop medan de rör sig över havet (en så kallad tropisk våg) och hela systemet börja rotera på grund av jordens rotation och corioliseffekten. Den primära kraftkällan i dessa oväder är den energi som finns lagrad i det varma havsvattnet. Energin som driver en tropisk cyklon frigörs när det varma havsvattnet kondenserar, vilket frigör värme som i sin tur omvandlas till vind och nederbörd. Allteftersom lågtrycket rör på sig hävs mer luft och ger upphov till omfattande åskmoln och stora nederbördsmängder, samtidigt som lufttrycket i lågtryckets centrum (ögat) sjunker alltmer och vindhastigheten tilltar.

### Egenskaper
Dessa oväder har en enorm kraft. National hurricane center (i USA), som övervakar tropiska cykloner i Atlanten och östra Stilla havet har beräknat att en tropisk cyklon med en medelvind på knappt 50 m/s (knappt 180 km/h) och för tropiska cykloner "normala" nederbördsmängder på ett dygn omsätter 200 gånger mer energi än vad alla jordens länder förbrukar under samma tid. Det motsvarar att spränga flera tusen Hiroshimabomber varje timme.
Diametern på tropiska cykloner är oftast 400 till 500 km, men storleken kan variera kraftigt. Tyfonen Tip som härjade i Stilla havet hösten 1979, den största tropiska cyklon som hittills registrerats, hade som mest en diameter på över 2000 km. Vindar och molnformation är spiralformade in mot centrum. Vindarna blir allt kraftigare ju närmare man kommer ovädrets mitt där det så kallade ögat  ligger, ett område där det är relativt lugnt och även kan vara molnfritt och vindstilla. Detta beror på att luften i lågtryckets centrum sjunker. De allra högsta vindhastigheterna återfinns i den så kallade molnväggen eller ögonvallen, den zon som omger ögat och som i regel är cirka 50–60 km bred, ibland betydligt mer.
Tropiska cykloner rör sig i regel västerut (undantaget norra delen av Indiska oceanen där de rör sig åt norr och nordväst) för att i ett senare skede vika av mot nordväst eller norr på norra halvklotet och sydväst eller syd på södra halvklotet. I kraftigt försvagat skick och omvandlade till vanliga frontcykloner kan de tropiska cyklonerna som bildas i Atlanten nå Västeuropa.

## Klassificering
Tropiska cykloner benämns tropiskt lågtryck när medelvinden är högst 17,4 m/s. Cykloner med medelvindar mellan 17,5 och 31,6 m/s benämns tropisk storm. När en tropisk cyklon når orkanstyrka, 32,7 m/s, får den olika benämningar i olika delar av världen:
- Orkan (engelska hurricane ) – norra Atlanten, Karibiska havet, östra Stilla havet norr om ekvatorn
- Tyfon (kinesiska tai fung) – västra Stilla havet norr om ekvatorn
- Cyklon – Indiska oceanen och Stilla havet söder om ekvatorn.

### Kategorier och mätmetoder
Orkaner delas in i 5 kategorier efter medelvindstyrka enligt Saffir–Simpsons orkanskala. Avgörande för vilken kategori orkanen hamnar i enligt Saffir–Simpsons orkanskala är hur hög medelvinden är under 1 minut. Vindbyar som är betydligt högre än medelvinden förekommer ofta.
- Kategori 1: 32,7 - 42,8 m/s -
- Kategori 2: 42,9 - 49,5 m/s
- Kategori 3: 49,6 - 58,5 m/s
- Kategori 4: 58,6 - 69,2 m/s
- Kategori 5: mer än 69,3 m/s

Kategori 5 är dock ganska ovanliga. I Stilla havet brukar det emellertid bildas åtminstone en tyfon varje år som når kategori 5. I Atlanten är kategori 5-orkaner betydligt mindre vanliga (sett över ett långt tidsperspektiv) men 2005 nådde hela fyra orkaner -"Emily" "Katrina", "Rita" och "Wilma" kategori 5. Orkanen Gilbert (1988) som härjade i Jamaica och Mexiko och Orkanen Andrew (1992) som drabbade sydöstra Florida och sydöstra Louisiana, USA är andra exempel på kategori 5-orkaner i Atlanten. En oroväckande trend de senaste 15-20 åren är att de riktigt intensiva tropiska cyklonerna (kategori 4 och 5) tycks bli både fler och kraftigare. I Atlanten har man sedan 1886 totalt registrerat 31 kategori 5-orkaner varav hela åtta av dem sedan 2003. I Atlanten nådde 2007 för första gången två orkaner land med kategori 5-styrka samma år när Orkanen Dean och Orkanen Felix drog in över Yucatanhalvön, respektive Centralamerika. Många fruktar att den ökade frekvensen av riktigt våldsamma oväder beror på den globala uppvärmningen (se global uppvärmning). Säkra bevis saknas emellertid ännu så länge.USA today. Den ökade frekvensen av riktigt kraftiga tropiska cykloner gör att en del meteorologer anser att man även borde införa ytterligare en kategori, kategori 6 på Saffir–Simpsons orkanskala men hittills (februari 2008) har ingen utökning skett. Förespråkarna för en utökning anser att gränsen för kategori 6 borde ligga vid 78–80 m/s (281–288 km/h).
Även om det är de tropiska cyklonerna/orkanerna i Atlanten som brukar få mest uppmärksamhet i massmedia uppträder de allra kraftigaste ovädren i västra delen av Stilla havet, tyfonerna i västra Stilla havet uppvisar nämligen de allra lägsta lufttrycken. Några orkaner i Atlanten har dock haft lika höga uppmätta/beräknade vindhastigheter som de värsta tyfonerna i Stilla havet trots att lufttrycket varit högre.
Emellertid måste poängteras det faktum att USA:s vädertjänst använder sig av 1-minutersperioder när de mäter medelvinden mot 10-minutersperioder i resten av världen, vilket gör jämförelser problematiska. Enligt National hurricane center gör denna skillnad att vindhastigheten i tyfonerna uppskattningsvis skulle vara 10-12 % högre jämfört med ovädren i Atlanten om tidsintervallen var lika långa. Dessutom är lufttrycket i regel lägre över Stilla havet än Atlanten vilket också påverkar vindhastigheten. Det är skillnaderna mellan lufttrycket i cyklonens centrum och ovädrets omgivning som genererar vindarna. Ju större skillnad, desto högre vindhastighet. Det innebär att ju lägre lufttrycket är i cyklonens omgivning, desto lägre lufttryck krävs i ögat för att nå en viss vindhastighet. Det finns därmed ingen "bestämd" vindhastighet för ett visst givet lufttryck i en tropisk cyklon, oavsett region och en tyfon måste därför uppnå lägre lufttryck än en orkan för att nå samma vindhastighet.
Av denna anledning mäter därför meteorologerna i första hand lufttrycket - och inte vindhastigheten - för att avgöra hur kraftig orkanen/tyfonen/cyklonen är. Till exempel räknas Orkanen Wilma som ett kraftigare oväder än Orkanen Camille trots "Camille" faktiskt hade lite högre varaktig vindhastighet. Men "Wilma" drog fram genom en region (västra Karibien) som just då hade ett ovanligt lågt lufttryck vilket förklarar att vindstyrkan var något lägre. Det är också lättare att mäta lufttrycket än vindhastigheten.
Vindhastigheten i särskilt de kraftigaste tropiska cyklonerna är svåra att mäta (vindmätarna blåser ofta sönder) men medelvind (en minut) på upp till 96 m/s (345 km/h) uppmättes i Orkanen Patricia 23 oktober 2015. Vindbyarna kan i extrema fall nå över 100 m/s (360 km/h). I Cyklonen Olivia uppmättes utanför Australiens kust 10 april 1996  en vindby (10 meter över marken) på 113 m/s (407 km/h), det är den högsta vindhastigheten som med undantag av F5-Tornado-s någonsin registrerats nära marknivå. Tyfonen Paka rapporterades 1997 att en vindby på 106 m/sek (cirka 380 km/h) uppmätts, men den har aldrig bekräftats som officiell. "Patricia" beräknas haft vindbyar upp till 110 m/s  (396 km/h).  Lufttrycket kan sjunka under 900 hektopascal (millibar). Rekordet innehas av tyfonen Tip där man som lägst registrerade ett lufttryck på endast 870 hektopascal. Tip brukar räknas som den kraftigaste tropiska cyklon som någonsin registrerats. Lyckligtvis hann den mattas av avsevärt innan den nådde land.
Anm;Uppgiften om den extremt kraftiga vindbyn i "Olivia" godkändes som officiell av WMO först 2010. Anledningen var att vindobservationen gjordes av ett privat företag, RPS MetOcean och den australiensiska vädertjänsten tvivlade länge på att uppgifterna var korrekta då en vindhastighet över 400 km/h ansågs vara osannolikt hög.

### Namngivning
Varje tropisk cyklon som når minst stormstyrka får ett namn. Listorna görs varje år upp i förväg för de olika regionerna och går i bokstavsordning. Cyklon nummer 1 får således ett namn som börjar på A, nummer 2 får ett namn som börjar på B och så vidare till och med Z. När detta inte räcker fortsätter serien med det grekiska alfabetet, det vill säga alfa (α), beta (β) etc. (Se Atlantiska orkansäsongen 2005.) Sedan slutet av 1970-talet är vartannat namn ett pojknamn, respektive flicknamn. I västra Stilla havet går dock namnen inte i bokstavsordning eftersom antalet oväder under ett år brukar vara så många att alfabetet inte räcker till. De tropiska cykloner som bildas i Bengaliska viken betecknas med ett nummer. Före 1950-talet fick ovädren inga namn.
WMO Regional Association IV Hurricane Committee gör upp listan över namn för tropiska cykloner i Atlanten, centrala Stilla havet och östra Stilla havet.
Nedan följer en lista på ökända oväder som drabbat Västindien, Centralamerika och USA sedan år 1900. Orkaner som blir ryktbara på grund av sin styrka och/eller förödelse "stryks" dess namn för framtiden och får således inte användas igen. Exempelvis Mitch, Andrew, Gilbert och Katrina.
- Galveston hurricane 1900
- Labour day hurricane 1935
- Orkanen Hazel 1954
- Orkanen Flora 1963
- Orkanen Camille 1969
- Orkanen Fifi 1974
- Orkanen David 1979
- Orkanen Allen 1980
- Orkanen Gilbert 1988
- Orkanen Andrew 1992
- Orkanen Mitch 1998
- Orkanen Charlie 2004
- Orkanen Ivan 2004
- Orkanen Katrina 2005
- Orkanen Rita 2005
- Orkanen Wilma 2005 (kraftigaste orkanen som någonsin registrerats på västra halvklotet, sett till lägst lufttryck)
- Orkanen Dean 2007
- Orkanen Gustav 2008

## Inverkan

### Skadeverkningar

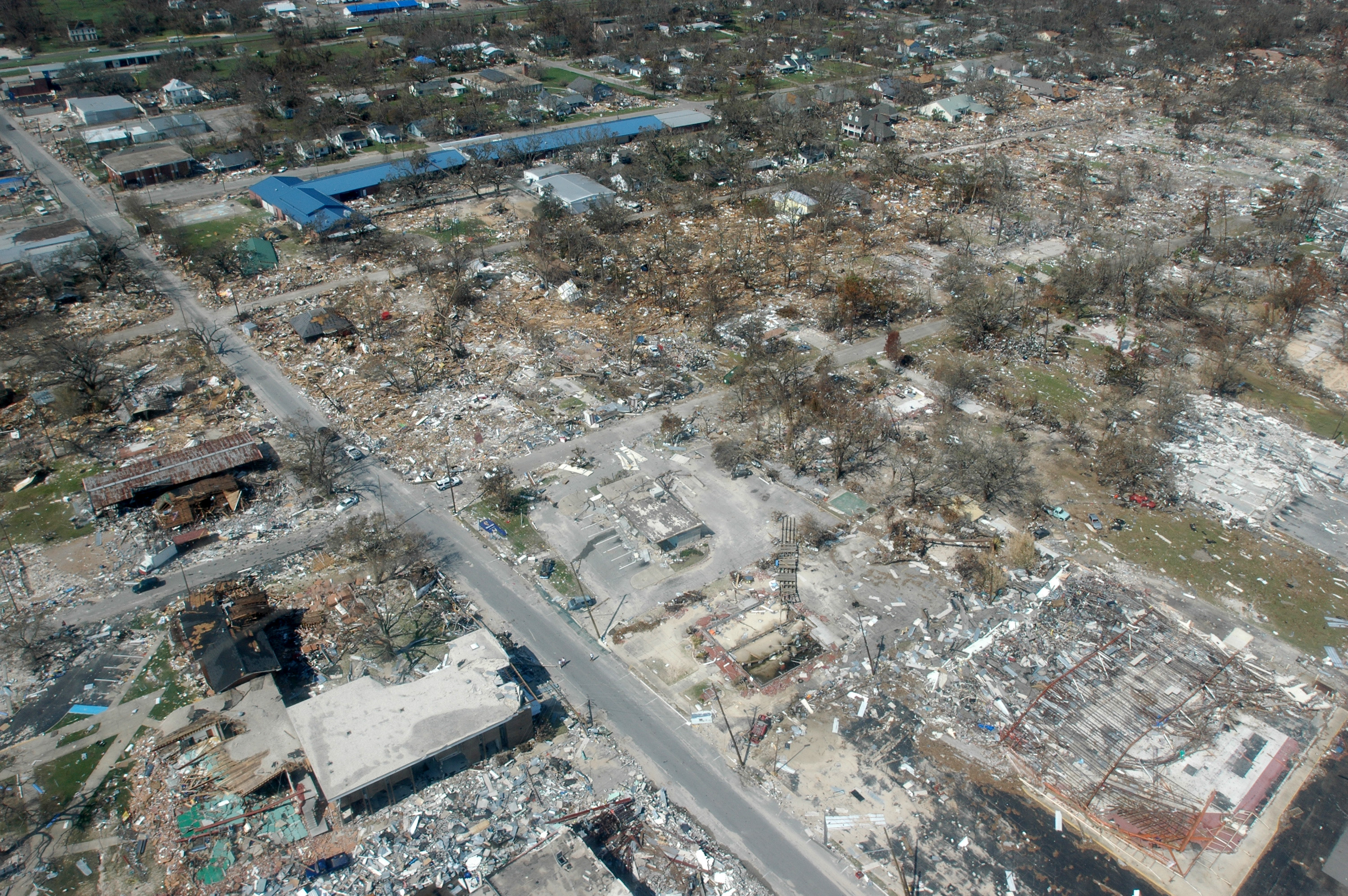
Exempel på effekterna av en tropisk cyklon.

När en tropisk cyklon når land kan ovädren orsaka enorma skador. Skadorna orsakas av en kombination av de extremt höga vindhastigheterna, våldsamma skyfall och stormflod vilket leder till kraftig höjning av havsytan.
Stormflod, som på engelska kallas storm surge, kan orsaka enorma översvämningar i låglänta kustregioner. En kraftig tropisk cyklon kan höja havsnivån åtminstone 6-7 meter, i värsta fall över 10 m. Även om få byggnader klarar de oerhörda vindstyrkorna i en riktigt kraftig tropisk cyklon är det stormfloden som brukar kräva de flesta dödsoffren. Stormfloden är den främsta orsaken till att tropiska cykloner vid flera tillfällen dödat hundratusentals människor i det låglänta Bangladesh och indiska delstaten Västbengalen som gränsar till Bangladesh. 1970 beräknas cirka 500 000 människor omkommit i en cyklonkatastrof i Bangladesh. Tropiska cykloner kan också ge upphov till våldsamma tromber, det mest intensiva atmosfäriska fenomen som existerar.
Trots att vindhastigheten avtar snabbt när cyklonen drar in över land kan den ändå fortsätta att avge enorma nederbördsmängder. Det finns faktiskt många exempel på oväder där översvämningar långt in över land krävt många fler dödsoffer än i de drabbade kustregionerna, trots att vindarna mattats avsevärt. Orkanen Mitch som med förödande kraft drabbade Centralamerika hösten 1998 är ett tydligt exempel på detta.
Varningstjänsten är emellertid väl utbyggt och cyklonerna kan övervakas noggrant med satellit under hela sitt livsförlopp. Banorna kan också förutsägas med relativ stor säkerhet så människor kan varnas i god tid innan ovädren når land.

### Inverkan på klimat
De tropiska cyklonerna är ett av naturens mest kraftfulla och (när de drabbar bebyggda områden) mest destruktiva fenomen. Trots det spelar de en viktig funktion i jordens klimat. Eftersom de nästan alltid rör sig från varmare till kallare regioner och "suger upp" värmen i det varma havsvattnet hjälper de till att utjämna temperaturskillnaderna mellan tropikerna och jordens kallare regioner. Utan dem skulle temperaturskillnaden mellan tropikerna och de tempererade regionerna vara betydligt större. Eftersom de tropiska cyklonerna har en så viktig roll i klimatsystemet anser också många att, även om det någon gång i framtiden skulle bli möjligt att styra eller t.o.m. förstöra dem är det synnerligen riskabelt att sätta sig över naturens krafter och "leka gud". Man menar till exempel att det är omöjligt att överblicka konsekvenserna. Naturens krafter kan mycket väl slå tillbaka på sätt som är omöjliga att förutse. (Vetenskapens värld, SVT 8 september 2008)

## En tropisk cyklons upplösning

### Faktorer
Så länge lågtrycket befinner sig över varmt havsvatten kan den fortleva lång tid, men när ovädret kommer in över land försvagas lågtrycket ganska snabbt på grund av att den primära kraftkällan stryps. Samma sak sker om cyklonen kommer in över områden med kallare havsvatten eller rör sig väldigt sakta så att den rör upp kallare havsvatten under det varma ytvattnet. Omvandlade till vanliga frontcykloner kan de emellertid nå Europa men då kraftigt försvagade. Man har experimenterat för att försöka försvaga dem, dock utan större framgång.

### Artificiell upplösning
Drömmar om att kunna förstöra dem lär stanna vid en dröm, då de är mycket komplicerade fenomen med krafter som vida överstiger något människan kan åstadkomma. Dock finns det forskare som kämpar med att hitta sätt att ta andan ur en tropisk cyklon (se Illustrerad Vetenskap, artikeln "Forskare Vill tämja orkanens krafter", nr 10 2005). Det har inte saknats förslag på hur en kraftig försvagning eller konstgjord upplösning av en tropisk cyklon skulle gå till. Förslag som framförts är till exempel:
- Placera isberg i cyklonens ögonvall så att vattentemperaturen sjunker
- Täcka oceanen i ovädrets väg med ett ämne som förhindrar att havsvattnet förångas och därmed strypa energitillförseln

Enligt ledande experter funkar inget av nämnda förslag av följande anledningar:
1) De tropiska cyklonerna är alldeles för stora för att det ska vara praktiskt möjligt att transportera tillräckligt med isberg som ger någon önskvärd effekt. Samma sak gäller det att täcka oceanen med en substans som förhindrar förångningen av havsvattnet.
2) Cyklonerna är så kraftfulla att det skulle inte ha någon som helst effekt att bomba dem med kärnvapen. En icke önskvärd bieffekt skulle dessutom bli kraftigt radioaktivt nedfall.